# Потіцька сільська рада (Козівський район)
По́тіцька сільська́ ра́да — адміністративно-територіальна одиниця та орган місцевого самоврядування в Козівському районі Тернопільської області. Адміністративний центр — село Потік.

## Загальні відомості
- Територія ради: 0,375 км²
- Населення ради: 640 осіб (станом на 2001 рік)
- Територією ради протікає річка Ценівка

## Населені пункти
Сільській раді підпорядковані населені пункти:
- с. Потік
- с. Сеньків

## Склад ради
Рада складається з 15 депутатів та голови.
- Голова ради: Гайдук Марія Іванівна

### Керівний склад попередніх скликань
| Прізвище, ім'я, по батькові | Основні відомості                                                                                                | Дата обрання | Дата звільнення |
| --------------------------- | --- | ------------ | --------------- |
| Дідух Ігор Володимирович    | Сільський голова, 1957 року народження, безпартійний                                                             | 26.03.2006   | 31.10.2010      |
| Гайдук Марія Іванівна       | Сільський голова, 1960 року народження, освіта середня спеціальна, член Всеукраїнського об'єднання «Батьківщина» | 31.10.2010   |                 |

Примітка: таблиця складена за даними сайту Верховної Ради України

### Депутати
За результатами місцевих виборів 2010 року депутатами ради стали:

#### За суб'єктами висування
| Суб'єкт висування | Кількість обраних депутатів | %   |
| ----------------- | --------------------------- | --- |
| Самовисування     | 15                          | 100 |

#### За округами
| № округу | Прізвище, ім'я, по батькові    | Дата визнання обраним | Освіта             | Партійна приналежність                        | Відомості про обраного депутата                              |
| -------- | ------------------------------ | --------------------- | ------------------ | --------------------------------------------- | ------------------------------------------------------------ |
| 1        | Федус Андрій Михайлович        | 27.07.2014            | вища               | позапартійний                                 | ТНЕУ, студент                                                |
| 2        | Тимків Андрій Миколайович      | 05.11.2010            | середня            | позапартійний                                 | ТАНГ, студент                                                |
| 3        | Ціцюра Віра Степанівна         | 05.11.2010            | середня спеціальна | позапартійна                                  | Дитячий садок «Калина», завідувач                            |
| 4        | Заболотна Надія Іванівна       | 05.11.2010            | середня спеціальна | позапартійна                                  | тимчасово не працює                                          |
| 5        | Тисильська Ольга Іванівна      | 05.11.2010            | середня            | член Всеукраїнського об'єднання «Батьківщина» | Сільська рада, техпрацівник                                  |
| 6        | Дідух Тарас Григорович         | 05.11.2010            | вища               | позапартійний                                 | ТНПУ, аспірант                                               |
| 7        | Гавриш Ігор Ігорович           | 23.09.2012            | середня спеціальна | позапартійний                                 | студент                                                      |
| 8        | Кришталович Ярослав Михайлович | 05.11.2010            | середня спеціальна | позапартійний                                 | ВАТ «Укрнафта», працівник                                    |
| 9        | Оріховський Андрій Євгенович   | 24.08.2014            | вища               | позапартійний                                 | Львів «Трангаз», інженер                                     |
| 10       | Петрунцьо Микола Михайлович    | 05.11.2010            | вища               | позапартійний                                 | тимчасово не працює                                          |
| 11       | Прийдун Віктор Ігорович        | 05.11.2010            | середня            | позапартійний                                 | ТНПУ, студент                                                |
| 12       | Сидор Олександр Іванович       | 05.11.2010            | вища               | позапартійний                                 | ТНПУ, студент                                                |
| 13       | Федус Володимир Миронович      | 05.11.2010            | середня            | позапартійний                                 | КП «Міськавтотранс», працівник                               |
| 14       | Голяш Олег Миронович           | 15.07.2013            | середня            | позапартійний                                 | Тернопільський національний економічний університет, студент |
| 15       | Безкоровайний Руслан Романович | 05.11.2010            | вища               | позапартійний                                 | тимчасово не працює                                          |